# Hubertine Heijermans
Hubertine Heijermans (Amsterdam, 8 januari 1936 - Ollon, Zwitserland 31 juli 2022) was een Nederlandse schilderes en grafica, gespecialiseerd in multi-plate kleuretsen en foto-etsen (héliogravures).

## Leven en werk
Heijermans was de oudste dochter van de arts Herman Louis Heijermans, die werkzaam was voor de GG&GD te Amsterdam. Zij doorliep het Barlaeus Gymnasium, maar kreeg ook schilderles van 1954-1957 in Amsterdam van Jos Rovers. Nadat zij een studiebeurs won voor de Rijksakademie te Amsterdam, werkte zij tegelijkertijd ook enig jaren bij professor Gé Röling, de vader van Marte Röling, en tekende naar model.   

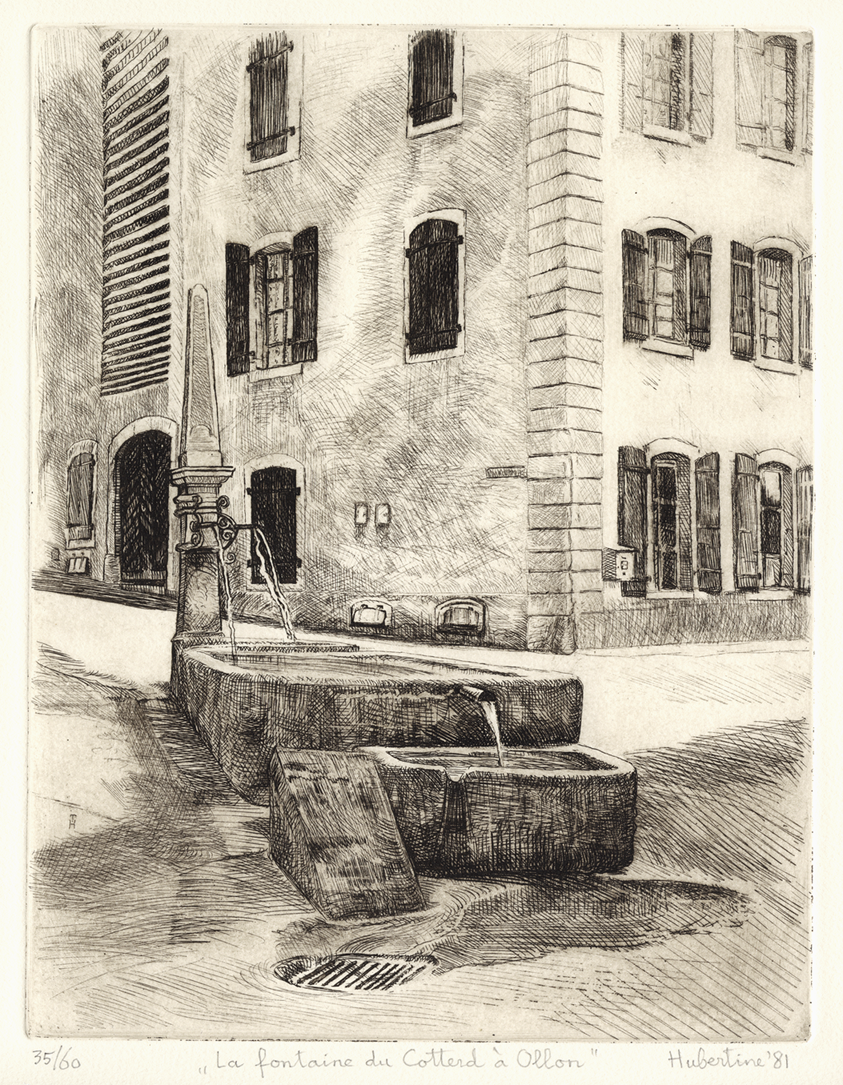
Ollon, fontein 'Le Cotterd' ets uit 1981

In 1958 ontmoette zij Nils Tellander, trouwde met hem en vertrok naar Lausanne, waar zij landschappen schilderde rondom het meer van Genève. Van 1968-1972 studeerde zij in 't Italiaanse Fiesole bij Florence aan de American Highschool Villa Schifanoia - de Europese sector van Dominican University, Illinois - voor haar diploma Master of Arts bij Swietlan Kraczyna, Dennis Olsen en Mario Bucci, in resp. etsen, lithograferen op steen en kunstgeschiedenis. Na haar opleiding keerde zij met haar man terug naar Zwitserland, vestigde zich in Villars-sur-Ollon en begon met haar 200 kilo zware etspers Bendini-Bologna een ets- en schilder atelier.
Van 1973-1993 maakte Heijermans veel etsen en kleuretsen met meerdere platen. In 1980 betrok zij haar atelier Le Carroz in Saint-Triphon in de gemeente Ollon in het kanton Vaud. Naast etsen van boerderijen, fonteinen en kastelen in de omgeving maakte zij ook foto-etsen, nadat ze zich daartoe in 1981 bij Luis Camnitzer te Valdottavo had bekwaamd. Camnitzer bracht de tijdrovende techniek van foto-etsen met gebruik van meerdere platen terug naar Europa. Een positief van een foto wordt op een lichtgevoelige plaat van dezelfde grootte overgebracht via belichting in een foto-labo, maar bovendien is een wolk hars in een aquatint box nodig, om tussen de eerst gesmolten en dan verharde harskorreltjes met salpeterzuur dicht op elkaar gelegen gaatjes te kunnen 'uitbijten'. De techniek is beter bekend in het Engels als dust grain photogravure. Daarnaast schilderde Heijermans landschappen in olieverf op Vlaams linnen en maakte portretten van actrices zoals Emmanuelle Béart en Isabelle Adjani, of van bekende modellen uit de 'haute couture', zoals Naomi Campbell en Carla Bruni. Ook maakte zij regelmatig doeken van het Zwitserse Circus Knie.
Haar schilderijen werden in Zwitserland geëxposeerd in Aigle, Lausanne, Montreux, Bulle en Fribourg, Sion, Porrentruy en Aubonne. In 1994 exposeerde zij te Singapore in Nancy Roach Gallery op Tanklin Road. In Nederland stelde zij tentoon te Scheveningen in 1964 en in de jaren 80 in Delft, Leiden en Amsterdam. Etsen en grote héliogravures bevinden zich in het kantonnale prentenkabinet van Musée Jenisch te Vevey, in het Musée de l'Elysée, te Lausanne en in het Museum van Bommel van Dam te Venlo. In Zwitserland werd gedurende het jaar 2012 een overzicht getoond van het hotelwezen l'Hôtellerie d'autrefois in 'Musée historique du Chablais' te Vouvry. Tijdens deze manifestatie in het kasteel legden de etsen, aquarellen en olieverven van 'Hubertine' een accent op de Rhône vallei, de rivier en op het nabij gelegen meer van Genève. Zij won in 2014 een prijs uitgereikt door de Gemeente Ollon, waar haar vaste verblijfplaats zich bevindt. Het betrof de Mérite Boyard 2013, waarbij zij behalve een financiële beloning ook een bronzen sculptuur van de beeldhouwer André Raboud ontving. In 2015 kreeg zij de gelegenheid om in het Canton Wallis grote doeken van modellen te tonen van de haute-couturier Jean-Paul Gaultier.